# Главни град
Главни град, такође зван и престоница (са значењем „место престола монарха”), је седиште власти једне државе или политичког субјекта. Главни град може бити дефинисан у уставу или закону, или је прихваћен као такав због присуства владе или других органа власти. У монархијама, главни град је уобичајено и место владаревог двора.
Држава може имати више од једног службеног главног града. Главни град не мора бити седиште владе. Може се чак селити зависно од доба године.
На пример, Јужна Африка има извршни главни град (Преторија), законодавни главни град (Кејптаун) и судски главни град (Блумфонтејн). До тога је дошло због компромиса између различитих покрајина које су се ујединиле у Јужну Африку 1910. године.
У Чилеу, државни конгрес се преселио из главног града Сантијага у град Валпараисо.

## Порекло
Историјски гледано, главни економски центар државе или региона често је постајао жариште политичке моћи и постао би престоница освајањем или федерацијом.. Примери су древни Вавилон, абасидски Багдад, древна Атина, Рим, Братислава, Будимпешта, Константинопољ, Чанган, древни Куско, Кијев, Мадрид, Париз, Подгорица, Лондон, Пекинг, Праг, Талин, Токио, Лисабон, Рига, Вилњус, и Варшава. (Савремени главни град, међутим, није увек постојао: у средњовековној западној Европи, путујућа (лутајућа) влада је била уобичајена.)
Главни град природно привлачи политички мотивисане људе и оне чије су вештине потребне за ефикасну администрацију националних или царских влада, као што су адвокати, политиколози, банкари, новинари и креатори јавних политика. Неки од ових градова су или су били и верски центри, нпр. Цариград (више од једне религије), Рим (римокатоличка црква), Јерусалим (више вера), Вавилон, Москва (руска православна црква), Београд (српска православна црква), Париз и Пекинг. У неким земљама главни град је промењен из геополитичких разлога; Први град Финске, Турку, који је служио као главни град земље од средњег века под шведском влашћу, изгубио је своја права за време Великог војводства Финске 1812. године, када је Хелсинки учињен садашњим главним градом Финске од стране Руске империје.
Конвергенција политичке и економске или културне моћи никако није универзална. Традиционалне престонице могу бити економски засенчене од стране провинцијских ривала, нпр. Нанкинг од Шангаја, град Квебек од Монтреала и бројне престонице америчких држава. Пропадање династије или културе могло би да значи и изумирање њеног главног града, као што се догодило у Вавилону и Кахокији. „Политички номадизам“ се практиковао на древном Блиском истоку како би се повећале везе између владара и поданика.
Иако су многи главни градови дефинисани уставом или законима, многи дугогодишњи главни градови немају законску ознаку као такви, укључујући Берн, Единбург, Лисабон, Лондон, Париз и Велингтон. Они су признати као главни градови као ствар конвенције и зато што се све или скоро све централне политичке институције земље, као што су владина одељења, врховни суд, законодавна власт, амбасаде, итд., налазе у њима или близу њих.

## Модерне престонице
Многи модерни главни градови налазе се у центрима земаља, тако да су доступнији њеном становништву и имају бољу заштиту од могућих инвазија.  Локација такође може бити заснована на компромису између два или више градова или других политичких подела, историјских разлога или је било потребно довољно земљишта да се намерно изгради нови планирани град за престоницу. Већина националних престоница су и највећи градови у својим земљама, али то није случај у неким земљама.
Окрузи у Уједињеном Краљевству имају историјске градове округа, који често нису највеће насеље у округу и често више нису административни центри, пошто су многи историјски окрузи сада само церемонијални, и административне границе су различите. Број нових престоница у свету се значајно повећао од периода ренесансе, посебно са оснивањем независних националних држава од осамнаестог века.

## Престоница као симбол
Са успоном модерне националне државе, главни град је постао симбол државе и њене владе, и прожет је политичким значењем. За разлику од средњовековних престоница, које су проглашене где год је монарх држао свој двор, избор, пресељење, оснивање или заузимање модерног главног града је веома симболичан догађај. На пример:
- Разрушена и готово ненасељена Атина је 1834. године постала престоница нове независне Грчке, четири године након што је земља стекла независност, са романтичном идејом оживљавања славе античке Грчке.[11] Слично, након Хладног рата и поновног уједињења Немачке, Берлин је сада поново главни град Немачке.[12] Остали обновљени главни градови укључују Москву након Октобарске револуције.
- Симболично премештање главног града на географски или демографски периферну локацију може бити из економских или стратешких разлога (понекад познато као термински или вршни главни град). Петар Велики је преместио своју владу из Москве у Санкт Петербург да би Руском царству дао европску оријентацију.[13] Економски значајан град Нафплион постао је прва престоница Грчке, када је Атина била неважно село.[14] Минг цареви су преместили свој главни град у Пекинг из централнијег Нанкинга како би помогли у надгледању границе са Монголима. Током побуне 1857. године, индијски побуњеници су сматрали Делхи својом престоницом, а Бахадур Шах Зафар је проглашен за цара, док су владајући Британци имали престоницу у Калкути. Године 1877, Британци су званично одржали „Дурбар“ у Делхију, проглашавајући краљицу Викторију за „Царицу Индије“. Делхи је коначно постао колонијална престоница након крунисања Дурбара краља-императора Џорџа V 1911. године, настављајући као престоница независне Индије од 1947. Други примери укључују Абуџу, Астану, Бразилију, Хелсинки, Исламабад, Најпидау и Јамусукро.
- Одабир или оснивање „неутралног“ главног града, неоптерећеног регионалним или политичким идентитетима, требало је да представља јединство нове државе када су Анкара, Берн, Бразилија, Канбера, Мадрид, Отава и Вашингтон постали главни градови. Понекад је локација новог главног града била изабрана да би се прекинуле стварне или потенцијалне свађе између различитих ентитета, као што су случајеви Бразилије, Канбере, Отаве, Вашингтона, Велингтона и Манагве.
- Град Њу Делхи који су изградили Британци представљао је истовремени прекид и континуитет са прошлошћу, локација Делхија је место где су изграђене многе империјалне престонице (Индрапраста, Дилика и Шахаханабад), али је стварни главни град нови град који су изградили Британци који је дизајнирао Едвин Латјенс. Велингтон, на југозападном крају Северног острва Новог Зеланда, заменио је много севернији град Окланд да би националну престоницу поставио близу Јужног острва и тиме умирио његове становнике, од којих су многи имали симпатије према сепаратизму.
- Током Америчког грађанског рата, огромни ресурси су потрошени да се одбрани Вашингтон, који се граничио са Конфедеративним Америчким Државама (са Комонвелтом Вирџиније), од напада Конфедерације, иако је релативно мала савезна влада лако могла да буде премештена негде другде. Исто тако, Конфедерација је потрошила велике ресурсе на одбрану главног града Конфедерације од напада Уније, на његовој изложеној локацији у Ричмонду, Вирџинија, једва 100 mi (160 km) јужно од Вашингтона.[15]
- Два национална главног града односе се на другу суверену државу. Сматра се да име Талина, главног града Естоније, потиче од Тани Лин, што је првобитно значило „Дански замак“, а сада „Дански град“ на естонском, назван по замку Тумпеа, који је Данска контролисала 1219–1227, 1238– 1332. и 1340–1346.[16] Порт ов Спејн, главни град Тринидада и Тобага, на шпанском су тако назвали први досељеници из Шпаније у 16. веку.[17] Погледајте списак етимологија назива главног града за више информација.